# 딥 퍼플
딥 퍼플(영어: Deep Purple)은 1968년 영국 런던에서 결성된 록 밴드로, 하드 록의 선두주자 중 하나였다. 그룹 이름은 피터 드 로즈의 곡에서 따왔으며 비록 그들은 자신들을 헤비 메탈 밴드라고 생각하지 않지만, 레드 제플린, 블랙 사바스와 함께 헤비 메탈의 선구자로 여겨진다. 지금까지 딥 퍼플은 1억장 이상의 앨범 판매고를 올렸다.
딥 퍼플은 몇 차례의 멤버 교체를 거치며 활동하다 1976년에서 1984년에는 휴지기를 갖는다. 1968년에서 1976년까지의 라인업은 1~4기로 분류되는데 이 중에서 두 번째이자 가장 성공적이던 라인업은 창단 멤버였던 존 로드(키보드), 이언 페이스(드럼), 리치 블랙모어(기타)에 이언 길런(보컬)과 로저 글러버(베이스)가 합류하였을 때였다. 이 라인업으로 1969년에서 1976년까지, 그리고 이후 다시 1984년에서 1989년, 그리고 1992년에서 1993년에 활동했다. 이 외의 시기에 멤버들로는 1968-1969년의 에반스(보컬)와 닉 심퍼(베이스, 백보컬), 1974-1976년의 데이비드 커버데일(보컬), 글렌 휴즈(베이스, 보컬), 리치 블랙모어를 대치한 토미 볼린(기타), 1989-1992년의 조 린 터너(보컬) 등이 있다. 현재는 1994년부터 이언 길런과 기타리스트 스티브 모스가 합류한 이래 안정적으로 유지되고 있는데 2002년 키보드의 존 로드가 은퇴하면서 (돈 에이리가 이어받았다) 이언 페이스 만이 유일한 오리지널 멤버로 남게 되었다.
딥 퍼플은 VH1의 위대한 하드록 아티스트 프로그램에서 22위를 차지했고 플래닛 록 라디오 스테이션에서 벌인 "역대 가장 큰 영향을 끼친 밴드"라는 투표에서 5위로 뽑혔다. 2008년 월드 뮤직 어워드에서는 이들에게 레전드 어워드를 수여했다. 딥 퍼플은 (더 정확하게는 블랙모어, 로드, 페이스, 길런, 글로버, 커버데일, 에반스, 휴즈) 2016년 록앤롤 명예의 전당에 추대되었다.

## 역사

### 밴드 이전의 역사
1960년대 중반, 이언 길런이 보컬을 담당을 하고 로저 글러버가 베이스를 맡았던
에피소드 식스(Episode Six)라는 이름의 밴드가 영국에서 몇 차례의 싱글을 발표했고 1967년 아이비 리그(The Ivy League)로 알려진 'The Flowerpot Men and their Garden'이라고 불린 밴드가 결성되었는데 여기에 닉 심퍼와 존 로드가 있었으며 닉 심퍼는 새비지(The Savage)의 기타리스트였던 리치 블랙모어와 함께 연주하기도 했다.

### 딥 퍼플의 시초
1967년, 서쳐스(The Searchers)의 드러머였던 크리스 커티스는 런던의 사업가인 토니 에드워즈에게 그가 구성하려고 하던 새 그룹을 도와달라고 연락했고 에드워즈는 그들의 모험에 재정적 지원을 해주기로 한다.
커티스가 처음 만난 사람은 해먼드 오르간을 연주하는 존 로드였다,
그리고 그는 새 그룹의 오디션을 위해 기타리스트 리치 블랙모어를 독일의 함부르크에서 돌아오도록 설득했다.
커티스 자신은 얼마후 그룹에서 떨어져 나간다. 그러나 HEC, 그리고 로드와 블랙모어는 그들의 프로젝트가 진행되는것에 강한 열망을 가지고 있었다.
그래서 우선 베이시스트 닉 심퍼, 그리고 마지막으로 그룹 메이즈(The Maze)의 출신들인 보컬 로드 에번스(Rod Evans) 와 드러머 이안 페이스(Ian Paice)를 그룹에 합류시킨다.
1968년 봄의 덴마크에서의 짧고 적은 수의 몇 공연 후, 밴드는 리치 블랙모어가 제안한 딥 퍼플(Deep Purple)이라는 새로운 밴드이름에 의견을 일치시켰다.

### 초창기 (1968-1970년)

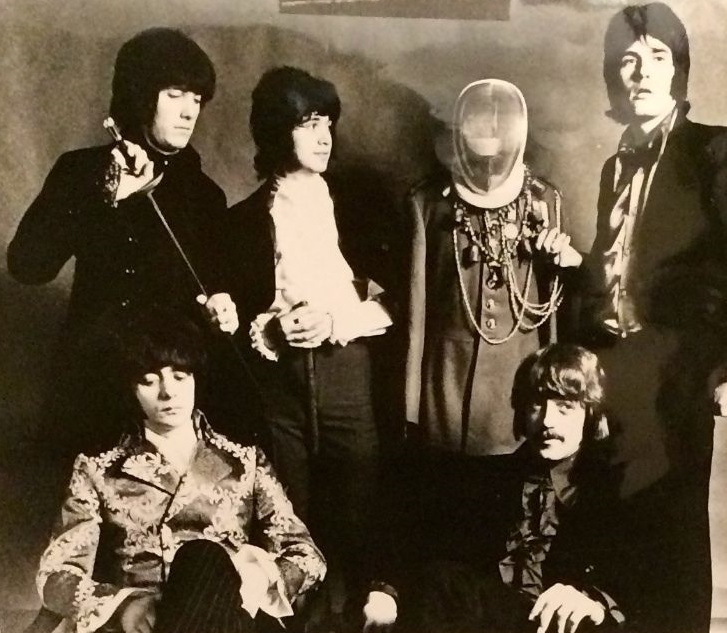
1968년 딥 퍼플 (좌에서 우로: 뒷줄에 닉 샘플러, 이언 페이스, 로드 에반스와 앞줄에 리치 블랙모어와 존 로드)

1968년 5월 딥 퍼플은 런던의 마블 아치에 위치한 파이 스튜디오에서 데뷔 앨범 《Shades of Deep Purple》을 녹음했고 7월에 미국 레이블 테트라그라마톤에서, 9월에 영국 레이블 EMI를 통해 발매했다. 북미에서는 조 사우스의 <Hush> 리메이크로 성공을 거두었고 1968년 9월 이 곡은 빌보드 핫 100 차트 4위에, 캐나다 RPM 차트 2위에 오르면서 앨범도 덩달아 빌보드 팝 앨범 차트 24위로 올라갔다. 딥 퍼플은 크림의 고별 투어에 참여하기로 결정되었다.
두 번째 앨범 《The Book of Taliesyn》 녹음이 빠르게 진행되었고 북미에서 투어에 맞춰 1968년 10월에 발매되었다. 닐 다이아몬드의 곡 <Kentucky Woman>을 리메이크 한 것이 미국 빌보드 차트 38위, 캐나다 RPM 차트 21위에 올랐으나 앨범 판매는 그보다는 약간 저조하여 미국에서 54위, 캐나다에서 48위에 그쳤다. 이 앨범은 영국에서는 이듬해가 되어서야 발매되었고 이전 앨범과 마찬가지로 영국 앨범 차트에서 성공을 거두지 못했다.
1969년 초 딥 퍼플은 에반스가 사귀고 싶어하던 뮤지컬 <헤어>의 출연진 엠마레타 마크스의 이름을 딴 싱글 <Emmaretta>를 녹음했고 3월에는 세 번째 앨범 《Deep Purple》의 녹음을 마쳤다. 이 앨범에는 존 로드의 바흐나 림스키-코르사코프 같은 클래식 배경이 드러나는 곡으로 현악기와 관악기가 등장하는 <April>과 바닐라 퍼지의 영향이 뚜렷이 보이는 곡들이 담겼다. 사실 로드와 블랙모어는 자신들이 "바닐라 퍼지의 판박이"가 되고 싶다고 밝히기까지 했다. 이 앨범은 첫 창단 멤버들로서의 마지막 녹음이었다.
딥 퍼플의 북미 레코드 레이블인 테트라그라마톤의 문제로 1969년 미국 투어를 마치기까지 앨범이 발매되지 못했다. 이것과 함께 흐리멍텅한 홍보 활동으로 인해 레이블은 거의 파산지경에 이르렀고 그 결과 앨범 판매가 부진하여 빌보드 톱 100 근처에도 가지 못했다. 세 번째 앨범을 발매하고 얼마 안 있어 테트라그라마톤은 파산했고 밴드는 결국 돈도 못 받고 미래도 불투명해지게 되었다. 테트라그라마톤의 자산은 워너 브라더스 레코드가 인수하였고 이후 1970년대에 걸쳐 딥 퍼플의 미국 음반 발매를 담당하게 된다.
1969년 미국 투어 중 로드와 블랙모어는 페이스와 함께 밴드의 음악을 더욱 강력한 방향으로 갈 것을 논의했다. 에반스와 심퍼가 헤비 록 스타일에 어울리지 않는다고 여겨 그 해 여름에 교체하게 된다. 페이스는 당시에 대해 "변화해야 했다. 그들이 떠나지 않았다면 밴드는 해체되었을 것이다"라고 회상한다. 심퍼와 블랙모어는 로드 에반스가 이미 한쪽 발을 문 밖에 내놓은 것을 눈치 챘다. 심퍼는 에반스가 헐리우드에서 한 여자를 만났으며 배우가 되고 싶어했다고 말했고 블랙모어는 "로드는 미국에서 살고 싶어했다"고 당시 상황을 설명했다.

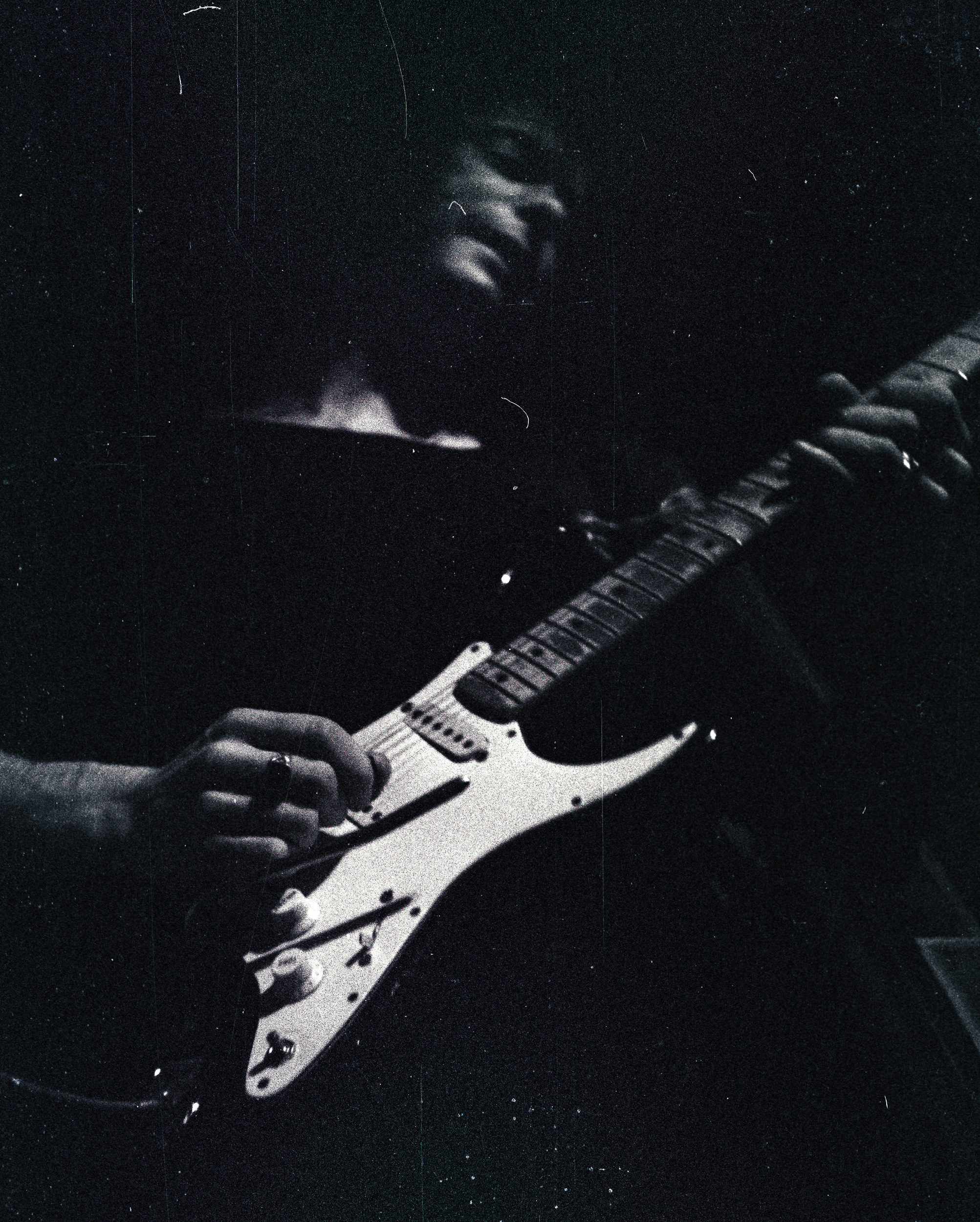
1970년 독일 하노버에서 연주하는 리치 블랙모어

새로 보컬을 구하고 있던 블랙모어는 19살이었던 테리 레이드에게 눈길을 주었다. 레이드는 그의 요청에 대해 감사해 했지만 아직 제작자와의 전속 계약이 끝나지 않았고 또 솔로 활동에 더 관심이 있었다. 블랙모어는 하는 수 없이 다른 곳에서 보컬을 찾아야 했다. 이모저모로 노력을 기울인 결과 당시 영국에서 몇 장의 싱글을 냈지만 성공을 거두지 못하고 있던 밴드 에피소드 식스(Episode Six)의 보컬 이언 길런을 찾아냈다. 딥 퍼플이 형성되던 시기에 닉 심퍼는 길런에게 접근한 적이 있었는데 전해지는 바에 의하면 길런은 라운드어바웃은 실패할 것이고 에피소드 식스가 크게 될 거라고 했다고 한다. 아웃로스 시절부터 블랙모어의 오랜 친구였던 에피소드 식스의 드러머인 믹 언더우드는 길런과 베이시스트 로저 글로버를 소개해 주었다. 이로 인해 에피소드 식스는 와해되었고 언더우드는 거의 10년간 죄책감에 시달렸는데 1970년대 말에 길런이 딥 퍼플을 떠난 이후 다시 합치게 된다. 블랙모어에 의하면 딥 퍼플은 이언 길런에게만 관심이 있었는데 이언 페이스의 조언으로 로저 글러버도 영입하였다.

"에피소드 식스의 베이스였던 로저 글로버가 세션에 왔다. 우리는 원래 그를 뽑지 않을 생각이었는데 페이스가 훌륭한 베이스 연주자라며 같이 하면 좋겠다고 해서 그렇게 하자고 했다."

이로서 딥 퍼플의 2기 멤버 라인업이 완성되었고 첫 번째로  <Hallelujah>를 발매했다. 녹음 당시 닉 심퍼는 자신이 아직 밴드에 속해있는 줄 알고 존 콜레타에게 녹음 스케줄에 대해 문의했고 이미 자신을 제외하고 글로버와 함께 녹음이 끝난 것을 알게 되었다. 남아있던 오리지널 멤버들은 회사 측에 공식적으로 심퍼가 교체되었음을 알려주라고 했다. 영국에서 <Hallelujah> 싱글 홍보를 위해 TV 출연까지 하며 공을 들였지만 결국 실패하고 말았다. 블랙모어는 영국의 음악 주간지인 <레코드 미러>와의 인터뷰에서 "영국에서 상업적인 음반 발매가 필요했다"면서 이 곡에 대해 딥 퍼플의 스타일과 상업성을 결합한 타협점이었다며 "일종의 중간지점"에 있는 곡이라고 했다.
1969년 9월 존 로드의 삼악장으로 구성된 서사시적 솔로 앨범인 《Concerto for Group and Orchestra》를 런던의 로얄 알버트 홀에서 말콤 아놀드가 지휘하는 로열 필하모닉 오케스트라와 딥 퍼플이 함께 협연하면서 언론의 관심을 받게 된다. 이 앨범은 무디 블루스의 《Days of Future Passed》와 더 나이스의 《Five Bridges》와 함께 록과 오케스트라가 함께 했던 첫 작품들 중 하나다. 이 라이브 앨범으로 영국 앨범 차트에서 처음으로 어느 정도의 성공을 거두게 된다. 길런과 블랙모어는 딥 퍼플이 "오케스트라와 연주하는 밴드"로 인식되는 것에 불만이었고 그들이 만들어내려는 하드 록 스타일에 걸림돌이 된다고 생각했다. 1970년에 로드는 또 한번 오케스트라/밴드의 조합인 《Gemini Suite》를 썼다. 1975년 블랙모어는 《Concerto for Group and Orchestra》는 그리 나쁘지 않았으나 《Gemini Suite》는 끔찍하고 일관성이 없다고 평했는데 로저 글러버에 따르면 초창기 시절 존 로드가 밴드의 리더로 보였다고 했다.

### 성공의 돌파구 (1970-1973년)

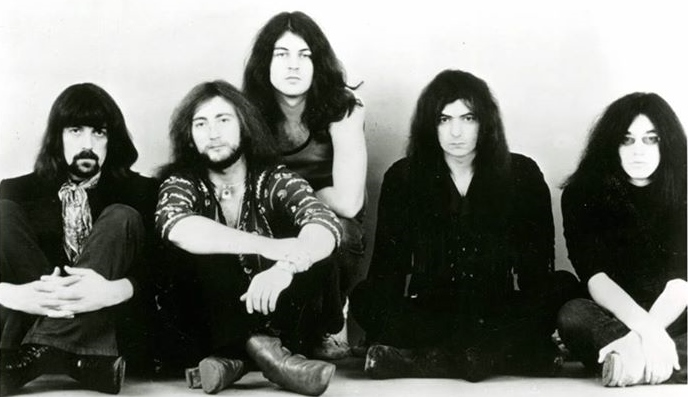
1971년 전성기 딥 퍼플 멤버. 좌에서 우로: 존 로드, 로저 글로버, 이언 길런, 리치 블랙모어, 이언 페이스

오케스트라와의 협업 앨범 발매 이후 3년간 딥 퍼플은 거의 휴식 기간도 없는 미친듯한 투어와 녹음 스케줄을 소화하게 된다. 이 시기에 나온 첫 번째 앨범은 1970년대 중반의 《In Rock》으로 공연 때마다 빠지지 않는 <Speed King>, <Into The Fire>, <Child in Time>이 담겨 있다. 그리고 앨범에 수록되지는 않았으나 같은 시기에 발매된 싱글 <Black Night>으로 딥 퍼플은 마침내 영국 톱 10에 들게 된다. 블랙모어의 기타와 로드의 디스토젼이 걸린 오르간 간의 주고받는 연주에다 길런의 파워풀하고 폭넓은 음역대의 보컬, 그리고 글로버와 페이스의 리듬 섹션이 어울린 음악으로 딥 퍼플은 이전의 스타일로부터 벗어나 자신만의 독특한 사운드를 창출하였다. 레드 제플린의 《Led Zeppelin II》, 블랙 사바스의 《Paranoid》 앨범과 더불어 딥 퍼플의 《In Rock》은 싹트기 시작하던 헤비 메탈 장르의 교과서가 되었다.
앨범을 준비하면서 블랙모어는 "오케스트라와 연주하는 것은 질렸고 이제는 내 차례라고 생각했다. 존은 클래식 쪽에 관심이 있는데 나는 그에게 '이제 원하는 것을 했으니 나는 록을 하겠다. 그리고 나서 어느 쪽이 더 잘되는지를 보고 그것을 하기로 하자'고 했다"고 한다. 《In Rock》은 성공적이어서 특히 영국에서 4위까지 올랐고 싱글 <Black Night>은 영국 싱글 차트 2위까지 도달하면서 BBC의 <톱 오브 더 팝스>에 출연하여 연주하기도 했다. 영국에서 판매고가 오르는 동시에 딥 퍼플은 공연에 있어서도 엄청난 볼륨과 블랙모어와 로드의 즉흥연주로 인해 그 명성이 자자하게 된다. 로드는 딥 퍼플에 연주에 대해서 "우리는 재즈, 록앤롤, 클래식에서 스타일을 차용했다. 리치와 나는 서로 음악적 농담과 공격을 주고받는다. 그가 뭔가 연주하면 나는 그에 대응하여 연주한다. 이를 통해 일종의 유머와 함께, '다음엔 뭐지?'하는 긴장감을 더해 준다. 청중들은 다음에 뭐가 나올지 모른다. 그리고 열에 아홉은 우리도 뭐가 나올지 모른다!"고 했다.
더더욱 창의력에 있어 진일보한 2기의 두 번째 앨범 《Fireball》이 1971년 여름에 출시되었고 영국 앨범 차트 1위로 등극한다. 타이틀 곡인 <Fireball>과 함께 앨범에 수록되지 않았으나 앨범 세션 중에 녹음된 <Strange Kind of Woman>이 싱글로 발매되었다. <Strange Kind of Woman>은 8위에 오르면서 영국 톱 10 싱글에 진입한 두 번째 곡이 되었다.

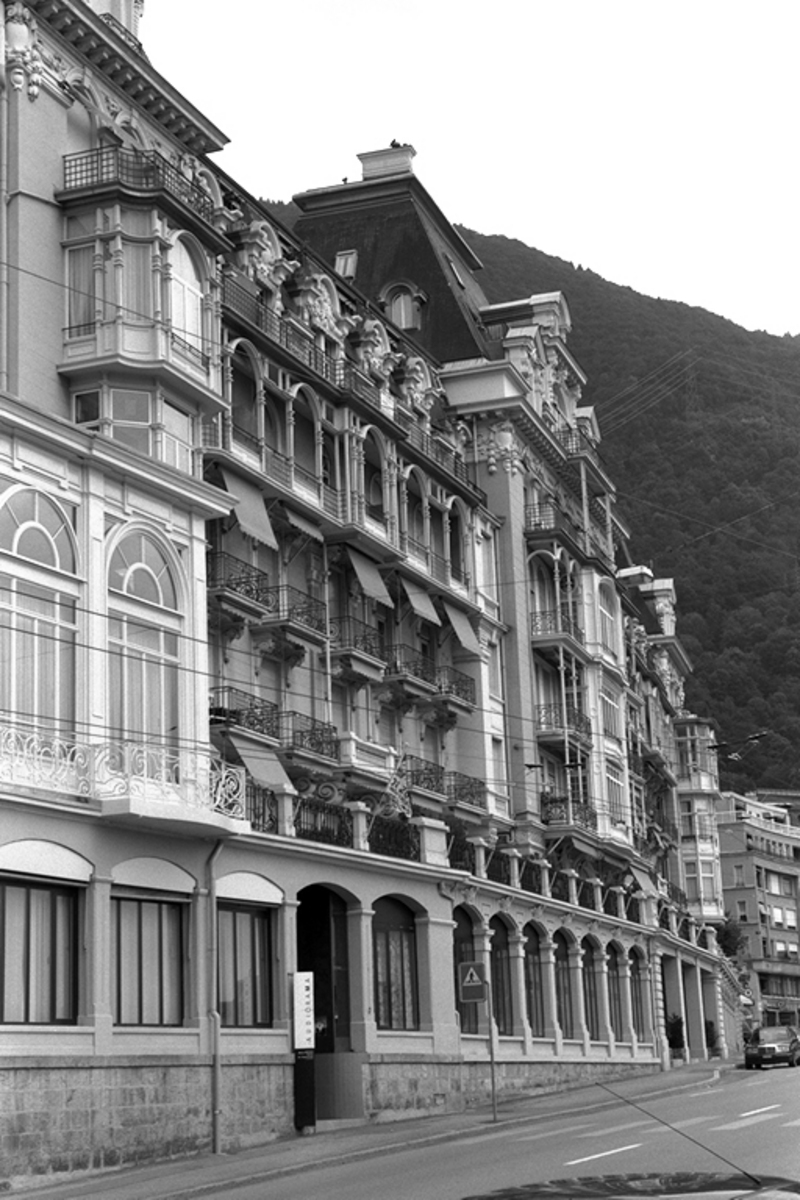
스위스 몽트뤠 외곽의 테리테트 그랜드 호텔. <Smoke on the Water>를 제외한 《Machine Head》 앨범 전곡을 1971년 12월 이곳에서 녹음했다.

《Fireball》 앨범 발매 이후 몇 주 지나지 않아 딥 퍼플은 이미 다음 앨범에 들어갈 곡들을 공연에서 연주하기 시작했다. 나중에 <Highway Star>란 제목이 붙은 곡은 공연장으로 가는 버스 안에서 "어떻게 곡을 쓰나요?"라는 한 기자의 질문에 답하기 위해 쓰여진 곡이다.
1971년 12월 초 딥 퍼플은 《Machine Head》 앨범 녹음을 위해 스위스로 이동하여 몽트뤠 카지노에서 녹음할 예정이었는데 프랭크 자파 앤 더 마더스 오브 인벤션이 공연을 벌이던 도중 한 남자가 천정에 조명탄을 쏜 것이 불로 번지면서 카지노가 모두 타버렸다. 이 사건이 <Smoke on the Water>의 모티브가 된 것은 유명한 사실이다. 앨범 녹음은 근처에 있던 테리테트의 그랜드 호텔의 빈 복도에서 진행되었고 <Smoke on the Water> 한 곡만이 파빌리온이라는 당시 비어있던 극장에서 녹음되었다. <Smoke on the Water> 녹음 당시에 대해 블랙모어는 BBC 라디오 2에서 "경찰이 와서 문을 두들겨 대는 바람에 우리는 녹음 테이크를 네 번 밖에 할 수 없었다. 우리는 경찰이 온 것을 알고 있었지만 그 홀의 소리가 너무 좋았다. 연주 소리가 산을 타고 울려퍼졌기 때문에 주변 5마일에 걸쳐 몽트뤠 주민들이 모두 자다가 깨어났다. 내가 마지막 기타 연주 파트를 막 마쳤을 때 경찰들이 결국 들이닥쳐 중지하라고 했다. 그렇게 녹음을 마쳤다"고 술회했다.
이전 두 앨범들의 스타일을 이어간 《Machine Head》 앨범은 1972년 3월 말 발매되었고 딥 퍼플의 가장 유명한 앨범 중 하나가 되었다. 두 번째로 영국에서 1위를 차지했고 미국에서는 7위, 캐나다에서 1위를 기록했다. 공연 단골 레파토리이자 딥 퍼플을 유명하게 만들어준 곡들인 <Highway Star>, <Space Truckin>, <Lazy>, <Smoke on the Water>가 이 앨범에 담겼다. 이들은 투어와 녹음을 기록적인 속도로 밀고 나갔는데 《Machine Head》는 딥 퍼플은 활동을 시작한 지 겨우 3년 반 정도 되었을 때 녹음되었고 이미 여섯 번째 앨범이었다.

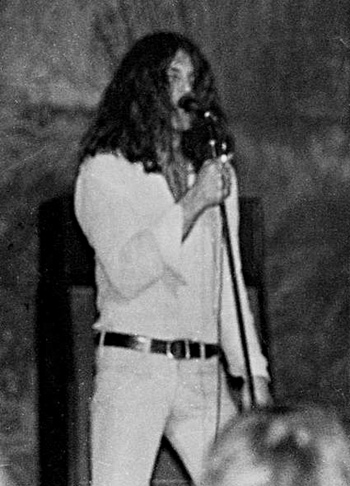
1972년 사우스 캐롤리나의 클렘슨에서 노래하는 이언 길런

1972년 1월, 딥 퍼플은 미국 투어를 시작했고 이후 유럽으로 갔다가 3월에 다시 미국 투어를 이어갔다. 미국에 있는 동안 블랙모어는 간염에 걸렸고 미시건 플린트에서 공연을 위해 기타리스트 알 쿠퍼를 섭외했는데 리허설 후 못하겠다고 하면서 스피릿(Spirit)의 기타리스트 랜디 캘리포니아를 추천했다. 랜디는 퀘벡 시티에서 4월 6일 한 차례 공연에 함께했으며 이후 투어는 모두 취소되었다.
딥 퍼플은 1972년 5월에 다시 미국 투어를 재개했고 이후 8월에 일본 투어를 가졌다. 일본에서의 공연은 《Made in Japan》이란 더블 라이브 앨범으로 발매되었다. 원래는 일본에서만 출시하려던 것이었는데 전세계에 발매되자마자 공전의 히트를 치게 되었다. 이 앨범은 록 역사상 가장 유명하고 가장 많이 팔린 라이브 앨범 중 하나다.
딥 퍼플의 전성기인 2기 라인업은 지속되었고 1973년 《Who Do We Think We Are》 앨범을 발매했다. 히트 싱글 <Woman from Tokyo>는 영국에서 4위, 미국에서 15위에 올랐고 그때까지 나왔던 딥 퍼플의 음반 중 가장 빠르게 골드 레코드를 거머쥐었다. 한편 내부에서의 갈등과 누적된 피로감이 이전보다 더욱 심화되었다. 《Machine Head》와 《Made in Japan》의 성공을 이어간 《Who Do We Think We Are》로 인해 딥 퍼플은 1973년 미국에서 가장 높은 수익을 기록했다. 일본에서만 《Machine Head》와 《Made in Japan》이 백만장 이상의 판매를 올렸고 다수의 앨범들이 재발매되었다.

### 새로운 라인업: 성공과 갈등 (1973-1976년)

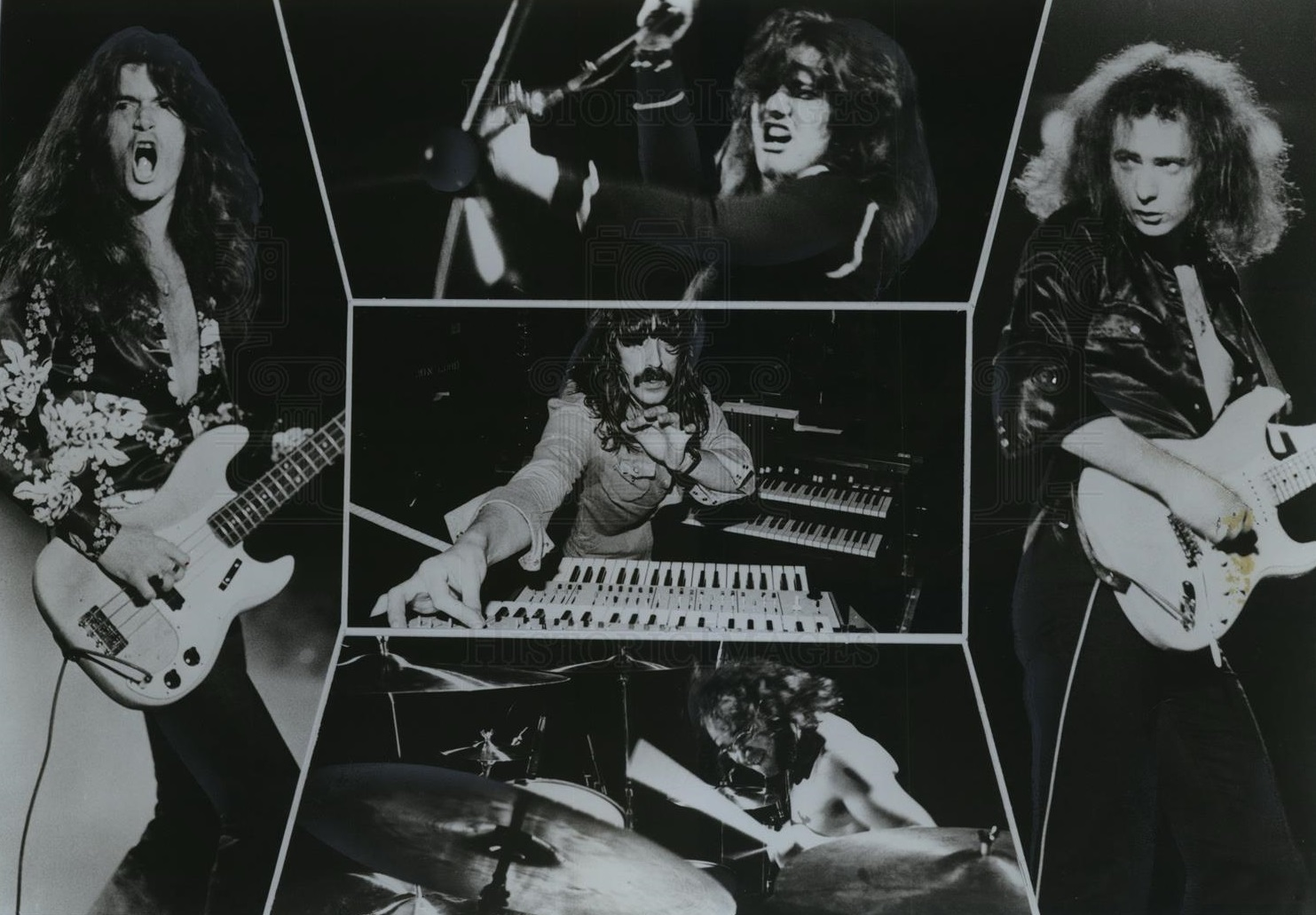
3기 멤버들: 베이스와 보컬에 글렌 휴즈(왼쪽)와 공동 보컬인 데이빗 커버데일(위쪽)이 블랙모어, 페이스, 로드에 합류

이언 길런은 1984년 인터뷰에서 매니지먼트 측이 《Who Do We Think We Are》 앨범을 마감 시한 내로 마치고 투어를 가도록 압력을 넣었다고 하면서 필요한 휴식의 시간을 가질 수 없었다고 했다. 블랙모어와의 갈등을 비롯한 상한 감정들이 쌓이면서 길런은 1973년 여름 일본 투어를 마지막으로 밴드를 그만두었고 블랙모어의 강력한 뜻에 의해 글로버도 해고되었다. 이후 인터뷰에서 존 로드는 딥 퍼플 가장 최고의 순간에 길런과 글로버를 떠나 보낸 것은 "록앤롤 역사상 가장 유감스러운 일이었다"면서 "이들과 함께였다면 이후 3-4년간 우리가 무엇을 이룰 수 있었는지는 하나님만 알 것이다. 우리는 함께 정말 좋은 음악을 만들고 있었다"고 했다.
딥 퍼플은 영국 중부지역 출신으로 이전 트래피즈 멤버였던 글렌 휴즈를 베이스/보컬로 영입했다. 멤버들은 휴즈에게 베이스와 보컬을 맡기면서 4인조로 갈 것인지에 대해 논쟁을 벌였다고 한다. 휴즈에 따르면 딥 퍼플은 프리의 폴 로저스를 공동 보컬로 영입하려 했는데 당시 로저스는 이미 배드 컴퍼니를 시작했었다. 로저스는 "그들이 나에게 요청하기는 했었다"며 "장시간 가능성에 대해 모두와 이야기를 나누었고 호주에서 프리의 마지막 라인업과 함께 투어를 벌이기도 했었다. 내가 합류하지 않은 것은 배드 컴퍼니를 하려는 마음이 너무 강했기 때문이었다"고 당시를 회고했다. 그리하여 리드 보컬을 뽑기 위한 오디션이 진행되었고 결국 영국 북동부 솔트번 출신의 무명 가수인 데이비드 커버데일로 낙점되었는데 주된 이유는 블랙모어가 그의 남성적인 블루스 스타일의 목소리가 마음에 들어서였다.

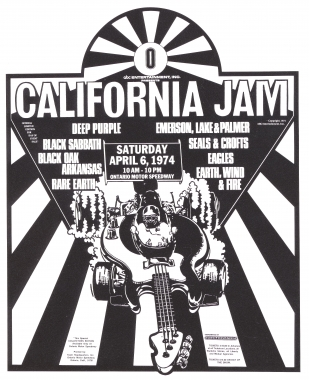
딥 퍼플은 1974년 캘리포니아 잼에 주요 순서로 참여하여 남부 캘리포니아의 온타리오에 있는 온타리오 모터 스피드웨이에서 25만명의 청중이 운집한 가운데 공연을 벌였다.

이 새로운 라인업은 1974년까지 지속되었고 4월 6일에는 에머슨, 레이크 & 파머와 함께 남부 캘리포니아의 온타리오에서 열린 캘리포니아 잼에 주요 순서로 참여하였고 25만명이 운집한 가운데 1970년대 록의 거인들인 블랙 사바스, 이글스, 어스 윈드 앤 파이어 등이 함께 했다. 공연의 일부가 ABC 방송을 통해 미국에 방영되면서 딥 퍼플은 더욱 많은 이들에게 알려지게 되었다. 한 달 후 런던 가우몬트 스테이트 시네마에서 열린 공연은 라이브 앨범 《Live in London》을 위해 녹음되었다.
새로운 라인업으로 만든 첫 앨범 《Burn》은 엄청난 성공을 거두며 영국에서 3위, 미국에서 9위를 기록했고 이어 월드 투어를 벌였다. 앨범을 여는 타이틀 곡 <Burn>은 이후 3기 라인업으로 공연을 벌일 때 시작하는 곡으로 주로 사용되었다. 이 곡은 당시 떠오르던 예스, 에머슨, 레이크 & 파머, 제네시스, 젠틀 자이언트 등과 같은 프로그래시브 록 음악을 수용하려는 시도로 복잡한 편곡과 각 멤버들의 연주실력을 드러내는 구성을 갖추었는데 특히 블랙모어의 클래식에 영향을 받은 기타 연주에다 휴즈와 커버데일의 보컬 하모니, 펑크와 블루스를 접목시키려는 시도가 보여진다. 이런 스타일은 이후 1974년 말에 나온 앨범 《Stormbringer》에서 더욱 도드라지게 나타난다. 타이틀 곡을 비롯하여 <Lady Double Dealer>, <The Gypsy>, <Soldier of Fortune> 같은 곡들을 라디오에서 많이 틀었고 앨범은 영국 6위, 미국 빌보드 20위에 올랐다. 한편 블랙모어는 이 앨범과 펑크와 소울 요소들을 싫어하는 것을 공개적으로 드러냈는데 심지어 "구두닦이 노래"라고까지 폄하했다. 그 결과 1975년 6월 21일 블랙모어는 딥 퍼플을 떠났고 엘프(Elf) 멤버였던 로니 제임스 디오와 함께 리치 블랙모어의 레인보우라는 밴드를 조직했다. 밴드 이름은 첫 앨범을 낸 이후 줄여서 레인보우가 되었다.
리치 블랙모어가 떠난 이후 딥 퍼플은 록 음악 역사상 가장 큰 구멍들 중 하나를 메워야 하는 문제에 직면했다. 이들은 여기에서 멈추지 않고 미국인인 토미 볼린을 영입한다고 발표했다. 영입 전에 고려했던 인물들로는 클렘 클렘슨(콜로세움, 험블 파이), 잘 클레민슨(더 센세이셔널 알렉스 하비 밴드), 믹 론슨(더 스파이더스 프롬 마스), 로리 갤러거 등이었다. 토미 볼린의 영입에 대해서는 두 가지 이야기가 전해져 오고 있다. 하나는 데이비드 커버데일의 버전으로 자신이 볼린을 오디션에 부르자고 제안했다는 것이다. 당시 상황에 대해 커버데일은 다음과 같이 회상했다. "갈퀴처럼 비쩍 마르고 초록색, 노란색, 파란색으로 물들인 머리에 깃털이 달려있는 그가 들어왔는데 뜨개질한 옷 아래 아무것도 입지 않은 하와이 절세 미인과 함께였다. 네 대의 마샬 100 와트 앰프에 기타를 꽂았는데... 기타리스트 자리는 그의 것이었다." 하지만 1975년 <멜로디 메이커> 매거진과의 인터뷰에서 볼린은 블랙모어의 추천으로 오디션을 보게 되었다고 했다. 볼린은 지금은 거의 잊혀진 1960년대 밴드들인 "데니 앤드 트라이엄프스", "아메리칸 스탠다드" 그리고 1969년에서 1972년에 세 장의 앨범을 냈던 "저퍼"의 멤버로 활동했었다. 딥 퍼플에 합류하기 이전 토미 볼린의 가장 잘 알려진 연주는 빌리 콥햄의 1973년 재즈 퓨전 앨범 《Spectrum》과 조 월시가 떠난 이후 제임스 갱의 앨범인 《Bang》(1973년)과 《Miami》(1974년)에서였다. 또한 닥터 존, 알버트 킹, "더 굿 랫츠", "목시", 알폰소 모존과 같은 대가들과 함께 연주했었고 딥 퍼플에 합류하자는 요청을 받았을 당시에는 자신의 솔로 앨범 《Teaser》를 준비하느라 바쁜 상황이었다.
토미 볼린이 합류하여 만든 앨범《Come Taste the Band》는 볼린의 솔로 앨범 《Teaser》가 나오기 한 달 전인 1975년 10월에 출시되었다. 엇갈린 평론과 보통의 판매고(영국에서 19위, 미국에서 43위)를 보이기는 했지만 이 앨범은 밴드에 새로운 활기를 불어넣었고 하드 록 사운드에 날카로운 펑크의 각을 더해주었다. 볼린의 역할은 막대했으며 휴즈와 커버데일의 지원을 받으며 볼린은 앨범의 많은 부분을 담당했다. 놀라운 재능을 지녔으나 볼린에게는 마약 문제가 있었다. 투어 중에 많은 팬들은 볼린이 리치 블랙모어의 솔로를 제대로 연주해 내지 못하는 것에 대해 대놓고 야유를 퍼부었는데 사실은 마약으로 인해 연주할 수 있는 상태가 아니었다. 수년 후에 인터뷰에서 휴즈는 이 시기에 자신도 코카인에 중독되어 있었다고 고백했다. 수준 이하의 공연이 몇 차례 지속되자 이들은 위기 상황에 빠졌다.

### 해체와 솔로 활동 (1976-1984년)

1976년 영국 투어를 위한 홍보 사진: (윗줄 좌에서 우) 데이빗 커버데일, 이언 페이스. (아랫줄 좌에서 우) 글렌 휴즈, 토미 볼린, 존 로드

딥 퍼플의 마지막은 1976년 3월 15일 영국 투어 중 리버풀 엠파이어 극장에서였다. 당시 상황에 대해 존 로드는 다음과 같이 말했다.
| “ | 공연 도중에 글렌은 관중들에게 말했다. "연주를 잘 하지 못해 죄송합니다. 지금 시차도 맞지 않아 매우 피곤합니다." 그 말을 들은 나는 화가 치솟았다. "그건 니 얘기지"라고 생각했다. 나는 이 모든 것이 제대로 돌아가게 하기 위해 온 힘을 기울이고 있었고 커버데일은 젖먹던 힘까지 내서 노래하고 있었다. 그런데 온갖 마약에 취해있는 이 작자가 관중들에게 "연주를 잘 하지 못해 죄송합니다"라고 하자 가슴 속에 응어리가 맺히는 듯 했다. 무대를 내려오자마자 대기실로 바로 들어갔다. 나는 이언 페이스와 함께 대기실을 쓰고 있었는데 그에게 "이언, 이젠 안되겠지?" 나한테는 이게 밴드의 끝이야. 우리가 뭐하러 이 짓거리는 하는 거지?"라고 했다. 그리고 우리는 악수하며 말했다. "이제 끝이야. 차라리 잘됐어." 한 10분쯤 지나서 거칠고 몸집 좋은 커버데일이 들어와서 "난 밴드를 떠납니다!"라고 했다. 우리는 "데이빗, 떠날 밴드가 이젠 없다네"라고 했다. | ” |

해체가 공식적으로 발표된 것은 1976년 7월이었고 간단한 성명을 내놓았다. "이제 더 이상 딥 퍼플이란 이름으로 함께 녹음하거나 공연하지 않을 것이다." 그 해 말, 토미 볼린이 두 번째 솔로 앨범 《Private Eyes》의 녹음을 막 마친 1976년 12월 4일 비극이 닥쳤다. 제프 벡의 투어에 함께 하고 있던 볼린은 마이애미의 호텔 방에서 의식을 잃은 채 그의 여자 친구와 밴드 멤버들에 의해 발견되었고 그를 깨울 수 없자 구급차를 불렀으나 이미 너무 늦어버린 상태였다. 공식 사인은 다수의 마약 복용 때문이었다. 볼린은 당시 25세였다.
해체 이후 대부분의 멤버들은 다른 여러 밴드들을 통해(길런, 화이트스네이크, 레인보우 등) 성공적인 활동을 이어갔다. 딥 퍼플은 이제 전설적인 위치에 올라섰으며 모음집과 라이브 녹음 그리고 재발매 앨범들이 1970년대에 걸쳐 계속 출시되었다. 이러한 인기로 인해 여러 기획사들이 특별히 1970년대말과 1980년대 초 하드록이 부활하던 시기에 밴드 재결성에 대해 타진해 왔다. 1980년에 투어 버전의 밴드가 조직되었는데 유일한 전 멤버는 로드 에반스였고 딥 퍼플의 이름을 도용했다는 소송에 걸려 결국 사라졌다. 에반스는 밴드 이름을 허가 없이 사용한 것에 대해 미화 672,000불의 벌금이 부과되었다.

### 재결합 (1984-1994년)

퍼펙트 스트레인저 투어 당시 독일 만하임의 공연 홍보 포스터

1984년 4월, 딥 퍼플이 해체한지 8년 후 전성기였던 1970년대 초 2기 멤버들인 길런, 로드, 블랙모어, 글로버, 페이스의 재결합이 이루어졌다. 이들은 폴리그램과 계약하고 머큐리 레코드와는 미국 앨범 발매를, 폴리도르 레코드와는 영국과 다른 국가들의 앨범 발매를 각각 계약했다. 버몬트주에서 《Perfect Strangers》 앨범을 녹음했고 1984년 10월에 발매했다. 앨범은 성공적이었고 영국 앨범 차트 5위, 미국 빌보드 200 차트 12위에 올랐다. 이 앨범에는 공연때 자주 부르는 <Knockin' At Your Back Door>와 <Perfect Strangers>가 담겨 있다. 이 앨범으로 딥 퍼플은 《Machine Head》에 이어 미국에서 두 번째로 플래티넘 앨범을 달성했다.
이듬해 여름 재결합 투어가 호주에서 시작하여 북미와 유럽을 거쳐 진행되었다. 재정적으로 투어는 엄청난 성공이었다. 1985년 미국 투어는 브루스 스프링스틴을 제외하면 가장 큰 수익을 올렸다. 영국 홈커밍 공연은 1985년 6월 22일 넵워스에서 열렸는데 스콜피언스와 UFO, 미트 로프가 참여하였고 폭우와 15센티미터의 진흙 속에서도 8만명의 팬들이 운집하였다.

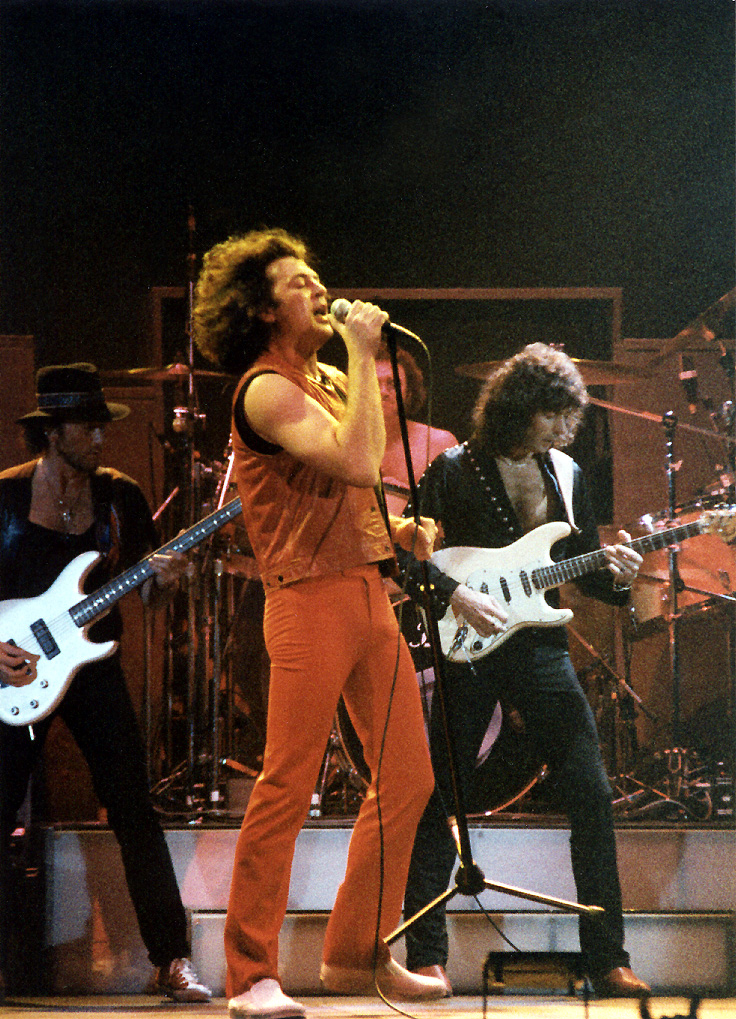
1985년 샌프란시스코 카우 팰러스에서의 딥 퍼플: 글로버, 길런, 페이스, 블랙모어

재결합한 2기 라인업은 1987년 《The House of Blue Light》 앨범을 출시하고 월드 투어를 벌였는데 중간에 블랙모어가 기타를 공중에 던졌다가 받으면서 손가락을 부러뜨리는 바람에 중단되었다. 그리고 투어 중 여러 공연에서 모은 라이브 앨범 《Nobody's Perfect》가 1988년 나왔는데 대부분 《Made in Japan》에 담겼던 친숙한 곡들로 구성되었다.
길런은 블랙모어와의 관계가 또 다시 틀어진대다가 음악적 노선이 서로 너무나도 달라져버렸기 때문에 1989년 밴드로부터 해고되었다. 그리고 나서 원래는 서바이버의 지미 제이미슨을 영입하려 했는데 제이미슨이 속해있는 스코티 브라더스 레이블과의 문제 때문에 불발되었고 결국 이미 성공적인 활동을 하는 이들을 대상으로 보컬을 찾게 되었다.  결국 레인보우의 전 보컬이었던 조 린 터너가 발탁되었다. 이렇게 구성된 5기 라인업은 한 장의 앨범 《Slaves and Masters》(1990년) 만을 발매하고 투어를 벌였다. 이 앨범은 영국에서 45미국 빌보드에서 87위에 오르며 어느 정도의 성공을 거두었는데 팬들 사이에서는 "포리너 흉내"를 낸다는 혹평을 받기도 했다.

"음악적으로 매우 만족스러웠으며 클래식 록 천국에서 바로 꺼내온 곡들을 연주했다. 딥 퍼플은 그냥 최고였고 음악은 환상적이었다."

투어를 마치고 나서 터너는 쫓겨났고 로드와 페이스, 글로버는 25주년을 맞아 길런을 다시 부르길 원했다. 블랙모어는 결국 25만불을 받고 나서야 마지못해 응낙했다. 이 전설적인 라인업으로 1993년 앨범 《The Battle Rages On...》을 녹음했는 터너를 위해 쓰여진 곡들을 길런을 위해 재조정 해야 했다. 성공적이었던 유럽 투어 중 블랙모어는 11월 17일 헬싱키에서의 공연을 끝으로 밴드를 완전히 떠나버렸다. 12월에 있는 일본 투어를 위해 조 새트리아니를 섭외했고 1994년 여름 유럽 투어까지 함께 했다. 새트리아니에게 정식으로 밴드에 합류를 권했으나 그가 속해 있는 에픽 레코드와의 계약 때문에 성사되지 못했다. 이후 만장일치로 딕시 드렉스/캔사스의 기타리스트였던 스티브 모스를 새트리아니의 후계자로 영입했다.

### 스티브 모스의 영입과 재부흥 (1994년 - 현재)
딥 퍼플은 1993년 그 종말에 다다르고 있었다. 관중들이 떨어져 나가고 4천석 공연장에서 1200, 1500명 밖에 채우지 못했다... 그러다 다행히도 리치가 나가버렸고 해는 다시 떠올랐다. 우리는 모두 "오케이, 한 번 더 해보자"고 했고 그로 인한 변화에 감사하고 있다.

스티브 모스가 들어오면서 딥 퍼플의 창작력은 다시금 생기를 되찾았다. 1996년 새 앨범 《Purpendicular》가 만들어졌다. 폭넓은 음악 스타일을 보여주었지만 미국에서 빌보드 200 차트에는 들지 못했다. 그리고 7기 라인업은 1997년에 새로운 라이브 앨범 《Live at The Olympia '96》를 내놓았다. 공연 목록을 수정한 이후 딥 퍼플은 1990년대 말까지 성공적인 투어 활동을 벌였고 1998년에 더 강력한 사운드의 앨범 《Abandon》를 출시했고 새로운 열정으로 투어를 이어갔다.
1999년 존 로드는 음악학자이자 작곡가이며 팬이기도 한 독일의 마르코 데 괴즈의 도움으로 악보를 분실했던 《Concerto for Group and Orchestra》를 어렵사리 복원해 냈고 1999년 9월에 다시 한 번 로얄 알버트 홀에서 폴 만이 지휘하는 런던 심포니 오케스트라와 공연을 열었다. 이 공연에는 각 멤버들이 솔로로 활동하며 만든 곡들과 함께 딥 퍼플의 곡들도 짧게 순서에 들어갔으며 이후 2000년에 《In Concert with The London Symphony Orchestra》라는 제목으로 출시되었다. 2001년에는 《The Soundboard Series》라는 박스 세트를 선보였는데 2001년의 호주 투어와 두 차례의 일본 토쿄에서의 공연이 담겼다. 그리고 나서 이후 몇  동안은 투어에 전념하였다. 2002년 이언 페이스를 제외한 유일한 창단 멤버인 존 로드는 좋은 관계를 유지하면서 개인 프로젝트를 위해 (주로 오케스트라 작품) 딥 퍼플을 은퇴한다고 밝혔다. 존 로드의 후임으로는 록 키보드의 베테랑인 돈 에이리가 들어왔다. 그는 2001년 로드가 무릎 부상을 입었을 때 대타로 뛰기도 했다.

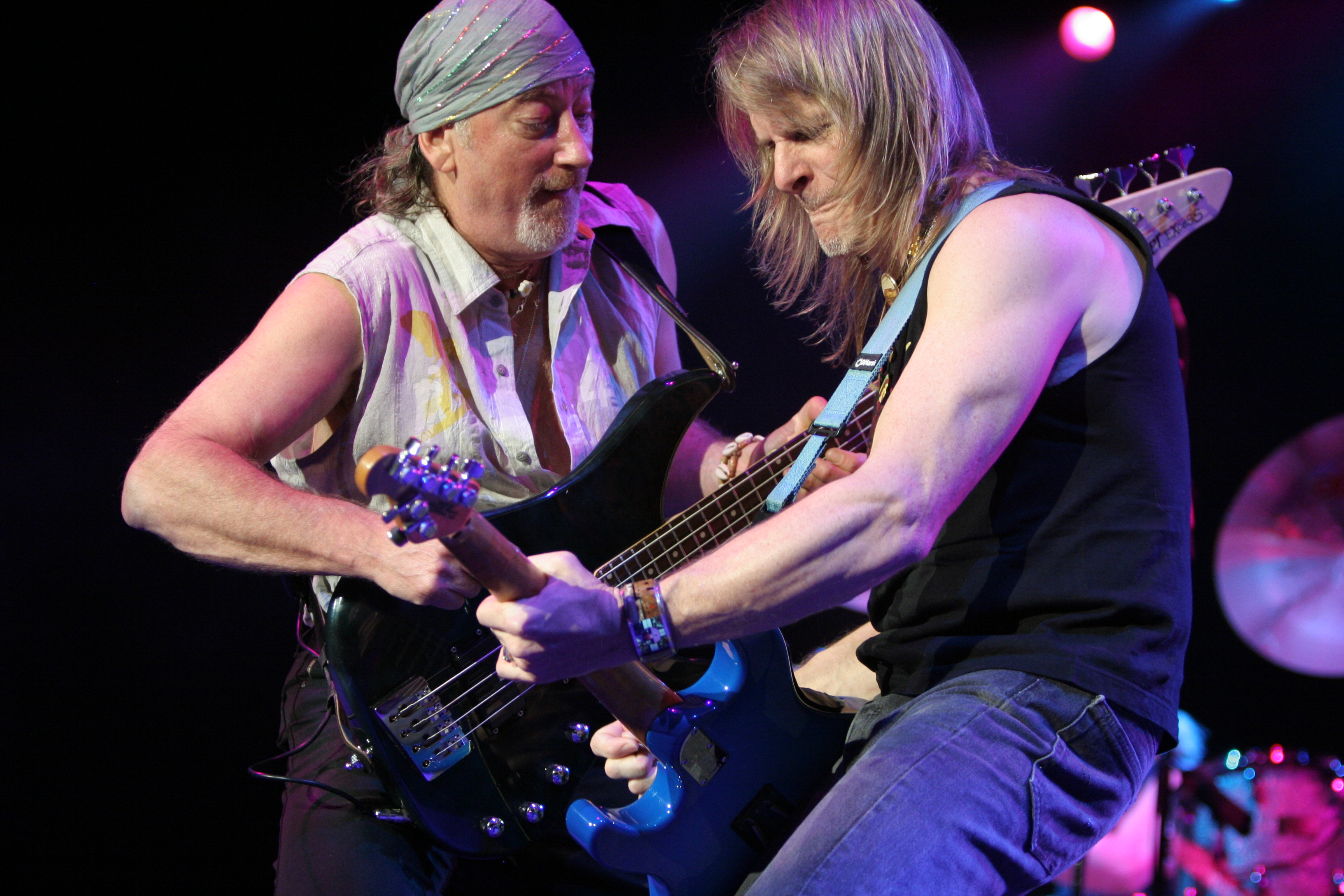
로저 글로버와 스티브 모스가 2005년 토론토 몰슨 앰피씨에터에서 <Highway Star> 전주 부분을 연주하고 있다.

2003년 딥 퍼플은 5년 만에 정규 앨범 《Bananas》를 내고 투어를 벌였다. EMI 레코드는 딥 퍼플과의 계약 연장을 거부했는데 생각보다 음반 판매가 부진했기 때문인 것으로 여겨진다. 사실 《In Concert with The London Symphony Orchestra》 앨범이 《Bananas》 보다 더 많이 팔렸던 실정이었다.
2005년 딥 퍼플은 새 앨범 《Rapture of the Deep》을 내고 투어를 벌였다. 2007년 2월, 길런은 팬들에게 1993년 영국 브리밍햄의 NEC에서의 공연을 녹음하여 소니 BMG에서 발매한 라이브 앨범 《Come Hell or High Water》를 사지 말라고 했다. 이 녹음은 이전에 길런이나 밴드 멤버들의 동의 없이 발매된 적이 있었는데 이 앨범에 대해 길런은 "당시는 나를 비롯하여 우리 모두가 인생에 있어 바닥을 치고 있던 때였다"라고 했다.
딥 퍼플은 2011년 48개국에서 투어를 진행했는데 38인조 오케스트라와 함께 공연을 했다. 2011년 5월까지 밴드 멤버들은 새로운 앨범을 만들지에 대해 의견이 분분했다. 더 이상 돈이 되지 않았기 때문이다. 로저 글러버는 "비록 우리 돈이 들어간다 해도" 딥 퍼플은 앨범을 만들어야 한다고 주장했다. 2011년 초 데이비드 커버데일과 로저 글러버는 VH1과의 인터뷰에서 자선공연과 같은 적절한 기회가 된다면 3기 멤버들과 공연하고 싶다는 의사를 밝혔다.

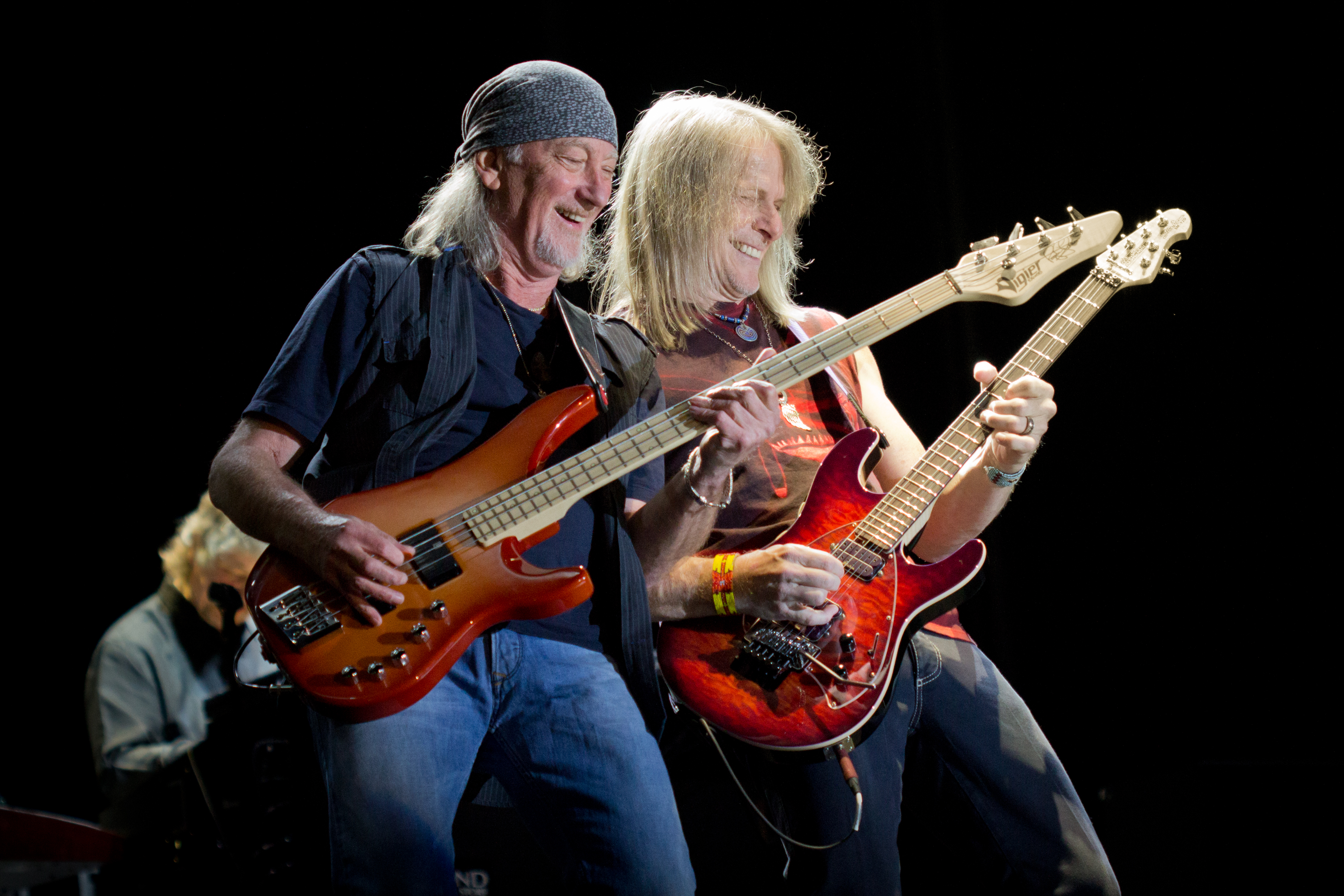
2013년 스페인에서 글로버와 모스

2012년 7월 16일 딥 퍼플의 공동 창시자이자 이전 멤버로 오르간을 연주했던 존 로드가 71세의 나이로 런던에서 사망했다. 2012년 12월에 로저 글로버는 14곡을 완성했고 그 중에서 11-12곡 정도가 2013년 발매될 새 앨범에 들어갈 것이라고 발표했다. 2013년 2월 26일 열 아홉번째 앨범 제목은 《Now What?!》이 될 것이라고 했고 녹음 작업을 테네시 내쉬빌에서 마치고 4월 26일 출시되었다.
2016년 11월 25일 딥 퍼플은 스무 번째 앨범 제목이 《Infinite》이 될 것이라고 발표하였고 2017년 4월 7일 발매했다. 앨범 홍보를 위한 "롱 굿바이 투어"는 2017년 5월 13일에 루마니아의 부카레스트에서 시작되었다. 투어 계획을 발표하던 2016년 12월쯤 페이스는 헤비워즈 웹사이트에서 "아마도 마지막으로 하는 장기 투어가 될 것 같다"고 하며 "아직 확정된 것은 없지만 우리가 스물 한 살 때처럼 투어를 할 수 없다는 것은 명백하다. 점점 투어가 힘들어진다. 또 멤버들도 각자 삶에서 여러 다른 일들이 있고 이 모든 것들은 시간이 필요하다. 하지만 결코 '결코'라고는 하지 않겠다"고 했다.
2020년 2월 29일 딥 퍼플은 《Whoosh!》라는 제목의 스물 한 번째 앨범을 낼 계획이라고 했으며 같은 날 새 앨범 첫 곡으로 들어갈 <Throw My Bones> 비디오를 선보였다. 앨범은 코로나 19 팬더믹으로 인해 2020년 8월 7일로 연기되었다. 길런은 2020년 8월 4일 인터뷰에서 그와 딥 퍼플의 멤버들은 현재로서는 은퇴할 계획이 없다고 밝혔다.

## 음악적 유산
"1971년에 의미있던 밴드는 레드 제플린, 블랙 사바스, 딥 퍼플, 셋 뿐이었다."

딥 퍼플은 레드 제플린, 블랙 사바스와 더불어 하드 록과 헤비 메탈의 선구자 중 하나로 여겨진다. BBC는 이들이 "영국 하드 록과 헤비 메탈의 전성기였던 1970년대의 삼위일체였다"고 했다. 딥 퍼플이 영향을 끼친 록과 메탈 밴드들로는 메탈리카, 주다스 프리스트, 퀸, 에어로스미스, 밴 헤일런, 앨리스 인 체인스, 판테라, 본 조비, 유럽, 러쉬,ref>Ankeny, Jason. Rush AllMusic. Retrieved 26 February 2012</ref> 모터헤드 등과 다수의 영국 뉴웨이브 헤비 메탈 밴드들인 아이언 메이든, 데프 레퍼드 등이 있다. 아이언 메이든의 베이시스트이자 작곡가인 스티브 해리스는 자신들의 음악은 블랙 사바스와 딥 퍼플에 약간의 레드 제플린을 가미한 것이라고 했다. 에드워드 밴 헤일런은 자신이 가장 좋아하는 기타 리프로 <Burn>을 꼽았다. 퀸의 기타리스트인 브라이언 메이는 리치 블랙모어에 대해 "그는 개척자이며 엄청난 연주 기술을 갖고 있다. 모든 방면에 있어 예측을 불허한다... 딥 퍼플을 볼 때면 다음에 무엇이 나올 지 도저히 짐작할 수 없을 정도다"라고 평했다. 메탈리카의 드러머 라스 울리치는 "내가 아홉살 때 딥 퍼플은 내게 전부였다. 내가 가장 좋아하는 앨범은 아직도 《Made in Japan》이다"라고 했다. 딥 퍼플의 1974년 앨범 《Stormbringer》는 독일의 신메탈 밴드인 람슈타인의 보컬 틸 린더만이 처음으로 구입한 앨범이었다.

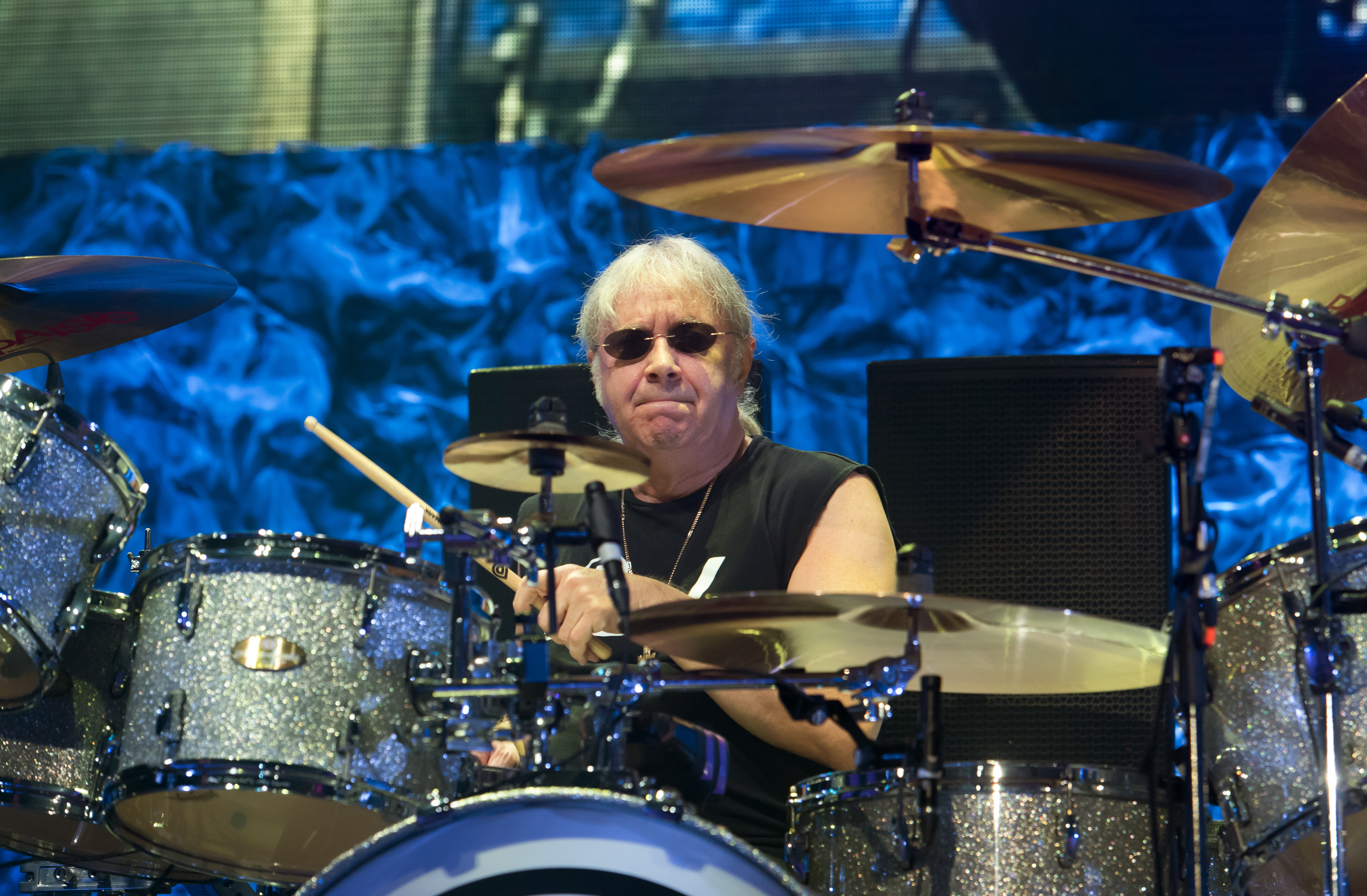
<롤링 스톤>지는 이언 페이스(2017년 사진)를 역대 드러머 100인 중에서 21위에 꼽으면서 "딥 퍼플에 유일하게 계속 머물렀던 그가 없었다면 헤비 메탈 드럼은 없었을 것이다"라고 평했다.

하드 록과 헤비 메탈에 있어 굳건한 자리매김을 한 딥 퍼플에게는 또한 프로그레시브 록과 블루스 록의 요소들도 종종 발견된다. 캐나다의 기자인 마틴 팝오프는 이들에 대해 "분류가 불가능하지만 메탈 장르에 있어 기준점이 된다"고 평하기도 했다.
2000년 딥 퍼플은 VH1의 "역대 하드록 100 아티스트"에서 22위에 선정되었다. 2008년 월드 뮤직 어워드에서 이들은 레전드 어워드를 수상했으며 2011년 런던에서 열린 클래식 록 어워드에서는 이노베이터 어워드를 받았다. 2012년 <롤링 스톤>지에서 주관한 독자 투표에서 《Made in Japan》이 역대 최고의 라이브 앨범 순위 6위에 올랐다. 1972년에 발매되었던 《Machine Head》 앨범 40주년을 기념하는 일환으로 2012년에 《Re-Machined: A Tribute to Deep Purple's Machine Head》 헌정 앨범이 발매되었다. 여기에는 아이언 메이든, 메탈리카, 스티브 바이, 카를로스 산타나, 플레이밍 립스, 블랙 레이블 소사이어티와 파파 로치의 보컬 자코비 샤딕스, 치킨풋(반 헤일런 이전 멤버였던 새미 헤이거와 마이클 앤소니, 기타리스트 조 새트리아니, 레드 핫 칠리 페퍼스의 채드 스미스), 그리고 슈퍼그룹인 킹스 오브 카오스(데프 레퍼드의 보컬 조 엘리엇, 이전 건즈 앤 로지스의 멤버 더프 맥카간과 매트 소럼으로 구성)가 참여했다.
2007년 딥 퍼플은 BBC/VH1 시리즈인 "세븐 에이지스 오브 록"에서 헤비 메탈을 다루었던 네 번째 에피소드에 나왔다. 2019년 5월에는 이보 노벨로 어워드에서 영국 작곡가/작가 아카데미로부터 국제공로상을 받았다.

## 로큰롤 명예의 전당
2012년 10월까지 딥 퍼플은 로큰롤 명예의 전당에 한 번도 후보로 오르지 못하다가 (사실상 1993년부터 자격이 되었음에도 불구하고) 2012년과 2013년에 후보로 이름을 올렸는데 록 홀 팬클럽에서 두 번째로 높은 순위의 50만표가 넘는 투표를 받았음에도 위원회로부터 선정되지 못했다. 키스의 베이시스트인 진 시몬스와 러시의 베이시스트인 게디 리는 딥 퍼플이 로큰롤 명예의 전당에 당연히 올라야 한다는 발언을 했다. 딥 퍼플이 로큰롤 명예의 전당에 들지 못하고 있는 것에 대한 비판은 과거로부터 계속 이어지고 있었다. 토토의 기타리스트인 스티브 루카서는 "패티 스미스는 올리면서 딥 퍼플은 아니다? 모든 아이들이 처음으로 배우는 기타 연주가 무엇인가? 스모크 온 더 워터가 아닌가? ... 그런데도 로큰롤 명예의 전당에 들지 못했다고?... 로큰롤 명예의 전당이 그동안 이들을 배제해 온 것은 것은 쿨하지 못하다"고 쓴소리를 했다. 건즈 앤 로지스와 벨벳 리볼버의 기타리스트인 슬래시는 딥 퍼플이 명예의 전당에 들지 못한 것에 대해 놀라움을 금치 못하며 "후보로 오르지 못한 많은 이들의 리스트를 보면 정말 황당할 지경이다... 그 중에서 딥 퍼플이 가장 그렇다. 어떻게 딥 퍼플이 명예의 전당에 오르지 못했는가?"라고 했다. 메탈리카의 멤버인 제임스 헷필드와 라스 울리치, 커크 해밋은 딥 퍼플이 명예의 전당에 들어갈 수 있도록 로비 활동을 하기도 했는데 <롤링 스톤>지와의 2014년 4월 인터뷰에서 울리히는 "정치적인 문제들에 끼어들 생각은 없지만 이 두 단어만은 꼭 말해야 겠다. 그건 바로 '딥 퍼플'이다. 그게 내가 하고 싶은 말 전부이다. '딥 퍼플'. 매우 쉬운 두 개의 영어 단어다... '딥 퍼플!' 이 정도면 충분히 말한 것 아닌가?"라고 간청하기까지 했다. 2015년 WWE 레슬러이자 록 밴드 포지의 보컬인 크리스 제리코는 "딥 퍼플이 명예의 전당에 들지 못했다는 것은 한 마디로 개떡 같은 소리다. 그들이 발탁되지 못하도록 하는 뭔가 정치적인 방해 공작이 있음이 명백하다"라고 질타했다.

"거의 예외없이 지난 40년간 우리를 포함한 모든 하드 록 밴드들의 뿌리를 거슬러 올라가면 곧바로 블랙 사바스, 레드 제플린, 딥 퍼플과 접목된다. 내가 자란 이 곳 뿐 아니라 북미 이외의 전세계 어디에서건 이들은 모두 같은 위상과 지명도와 영향력을 갖고 있다. 나 뿐 아니라 수많은 동료 뮤지션들과 수백만의 퍼플 팬들이 같은 마음일텐데 딥 퍼플이 이렇게 늦게서야 록앤롤 명예의 전당에 이름을 올렸다는 것에 나는 다소 당혹스럽다."

명예의 전당에 대해 애증의 마음을 품고 있던 로저 글로버는 내부자로부터 "심사위원 중 하나가 '딥 퍼플은 그냥 히트곡 하나 밖에 없지 않나'라고 했다는 얘기를 들었다고 한다. 이언 길런도 "나는 삶 전체에 걸쳐 제도화와 싸워 왔고 이런 것들은 끝까지 찾아내어 폭로해야 한다"고 했다. 2013년 10월 16일 딥 퍼플은 다시 한 번 후보로 올랐지만 결국 헌액되지 못했다.
2015년 4월 딥 퍼플은 <롤링 스톤>지의 독자 투표에서 2016년 로큰롤 명예의 전당에 올라야 하는 이들 리스트에서 1위를 차지했고 2015년 10월, 세 번째로 명예의 전당 후보로 올랐다. 결국 2015년 12월 딥 퍼플은 2016년 명예의 전당에 추대되었음이 발표되었고 명예의 전당 측에서는 "딥 퍼플이 명예의 전당에 빠짐으로 해서 뚫려있던 커다란 구멍이 이제는 메워져야 할 때다"라고 하면서 이미 명예의 전당에 올라 있는 레드 제플린과 블랙 사바스와 더불어 딥 퍼플은 "하드 록과 헤비 메탈의 삼위일체다"라고 덧붙였다. 딥 퍼플은 공식적으로 2016년 4월 8일 명예의 전당에 올랐다. 이 헌액에는 멤버들인 이언 페이스, 존 로드, 리치 블랙모어, 로저 글러버, 이언 길런, 로드 에반스, 데이비드 커버데일, 글렌 휴즈가 포함되었다. 한편 닉 심퍼, 토미 볼린, 조 린 터너, 조 새트리아니, 스티브 모스, 돈 에이리는 포함되지 않았다.
헌액식이 있기 전 이언 길런은 휴즈, 커버데일, 에반스, 블랙모어와는 함께 무대에 서지 않겠다고 했는데 이들은 "살아 있고 숨쉬는" 현재의 밴드에 속하지 않았기 때문이라고 했다. 생존해 있던 일곱 명의 헌액자들 가운데 다섯 명만이 참가했다. 블랙모어는 오지 않았는데 자신의 페이스북에서 추대된 것에 대해 명예롭게 생각하며 참석하려 했는데 당시 딥 퍼플의 매니저인 부르스 페인이 안된다고 해서 불참했다고 밝혔다. 한편 <록 홀>과의 인터뷰에서 길런은 자신이 개인적으로 블랙모어를 초청했다고 했으며 다만 무대에서 함께 연주하지 않겠다고만 했다고 주장했다. 음악계에서 거의 30년간이나 떠나 있었던 에반스 역시 참석하지 않았다. 존 로드는 2012년 사망했기에 그의 아내인 비키가 대신 상을 수상했다. 당시의 멤버들이 개막 무대에서 <Highway Star>를 연주했다. 그리고 존 로드의 사진이 스크린에 스쳐가는 동안 <Hush>와 대표곡인 <Smoke on the Water> 두 곡을 더 연주했다. 함께 딥 퍼플의 연주에는 참여하지 못했지만 데이비드 커버데일과 글렌 휴즈, 로저 글러버는 함께 헌액된 칩 트릭과 올스타 캐스트가 팻스 도밍고의 <Ain't That a Shame>를 노래할 때 무대에 올라 함께 참여했다.

## 구성원
- 1기 - 보컬: 로드 에반스, 기타: 리치 블랙모어, 키보드: 존 로드, 베이스: 닉 심퍼, 드럼: 이안 페이스
- 2기 - 보컬: 이안 길런, 기타: 리치 블랙모어, 오르간: 존 로드, 베이스: 로저 글로버, 드럼: 이안 페이스
- 3기 - 보컬: 데이비드 커버데일, 기타: 리치 블랙모어, 오르간: 존 로드, 베이스: 글렌 휴스, 드럼: 이안 페이스
- 4기 - 보컬: 데이비드 커버데일, 기타: 토미 볼린(1976년 사망), 오르간: 존 로드, 베이스: 글렌 휴스, 드럼: 이안 페이스
- 1984년 2기(5기) 재결성 - 이안 길런, 리치 블랙모어, 존 로드, 로저 글로버, 이안 페이스
- 6기 - 보컬: 조 린 터너, 기타: 리치 블랙모어, 오르간: 존 로드, 베이스: 로저 글로버, 드럼: 이안 페이스
- 7기(2기) - 이안 길런, 리치 블랙모어, 존 로드, 로저 글로버, 이안 페이스
- 8기 - 보컬: 이안 길런, 기타: 조 새트리아니, 오르간: 존 로드, 베이스: 로저 글로버, 드럼: 이안 페이스
- 9기 - 보컬: 이안 길런, 기타: 스티브 모스, 오르간: 존 로드, 베이스: 로저 글로버, 드럼: 이안 페이스
- 현재(10기) - 보컬: 이안 길런, 기타: 스티브 모스, 키보드: 돈 에어리, 드럼: 이안 페이스, 베이스: 로저 글로버

## 음반 목록
- Shades of Deep Purple (1968)
- The Book of Taliesyn (1968)
- Deep Purple (1969)
- Deep Purple in Rock (1970)
- Fireball (1971)
- Machine Head (1972)
- Who Do We Think We Are (1973)
- Burn (1974)
- Stormbringer (1974)
- Come Taste the Band (1975)
- Perfect Strangers (1984)
- The House of Blue Light (1987)
- Slaves and Masters (1990)
- The Battle Rages On (1993)
- Purpendicular (1996)
- Abandon (1998)
- Bananas (2003)
- Rapture of the Deep (2005)
- Now What?! (2013)
- Infinite (2017)
- Whoosh! (2020)
- Turning to Crime (2021)
- =1 (2024)